# Leptopelis aubryi
Leptopelis aubryi es una especie de anfibios de la familia Arthroleptidae.
Habita en Angola, Camerún, República Centroafricana, República del Congo, República Democrática del Congo, Guinea Ecuatorial, Gabón y Nigeria.
Su hábitat natural incluye bosques tropicales o subtropicales húmedos a baja altitud, pantanos, praderas húmedas o inundadas en algunas estaciones, pantanos, marismas de agua fresca, corrientes intermitentes de agua, jardines rurales, zonas previamente boscosas muy degradadas y estanques.